# Joyeux Noël dans le Connecticut
Pour plus de détails, voir Fiche technique et Distribution.
Joyeux Noël dans le Connecticut (Christmas in Connecticut) est un film de Noël américain en noir et blanc de Peter Godfrey, sorti en 1945.

## Synopsis
Une écrivaine culinaire a menti en prétendant être la parfaite femme au foyer, elle doit désormais essayer de dissimuler sa tromperie lorsque son patron ainsi qu'un héros de guerre rentré au pays s'invitent chez elle pour un diner de Noël familial traditionnel.

## Fiche technique
- Titre original : Christmas in Connecticut
- Titre français : Joyeux Noël dans le Connecticut
- Réalisation : Peter Godfrey
- Scénario : Lionel Houser et Adele Comandini d'après une histoire de Aileen Hamilton
- Production : William Jacobs et Jack Warner
- Société de production : Warner Bros. Pictures
- Direction musicale : Leo F. Forbstein
- Musique : Frederick Hollander et Adolph Deutsch (non crédité)
- Photographie : Carl E. Guthrie
- Montage : Frank Magee
- Direction artistique : Stanley Fleischer
- Costumes : Milo Anderson et Edith Head pour Barbara Stanwyck
- Pays d'origine : États-Unis
- Langue : Anglais
- Format : Noir et blanc — 35 mm — 1,37:1 — Son : Mono (RCA Sound System)
- Genre : Comédie romantique
- Durée : 102 minutes
- Dates de sortie : 
  -  États-Unis : 11 août 1945
  -  France : 28 janvier 1948

## Distribution
- Barbara Stanwyck : Elizabeth Lane
- Dennis Morgan : Jefferson Jones
- Sydney Greenstreet : Alexander Yardley
- Reginald Gardiner : John Sloan
- S.Z. Sakall : Felix Bassenak
- Robert Shayne : Dudley Beecham
- Una O'Connor : Norah
- Frank Jenks : Sinkewicz
- Joyce Compton : Mary Lee
- Dick Elliott : Juge Crothers
- Fred Kelsey (non crédité) : Harper